# Paradasyhelea olympiae
Paradasyhelea olympiae är en tvåvingeart som beskrevs av Wirth och Blanton 1969. Paradasyhelea olympiae ingår i släktet Paradasyhelea och familjen svidknott.
Artens utbredningsområde är Washington. Inga underarter finns listade i Catalogue of Life.